# Polyalthia suberosa
Polyalthia suberosa är en kirimojaväxtart som först beskrevs av William Roxburgh, och fick sitt nu gällande namn av George Henry Kendrick Thwaites. Polyalthia suberosa ingår i släktet Polyalthia och familjen kirimojaväxter. IUCN kategoriserar arten globalt som nära hotad. Inga underarter finns listade i Catalogue of Life.

## Bildgalleri

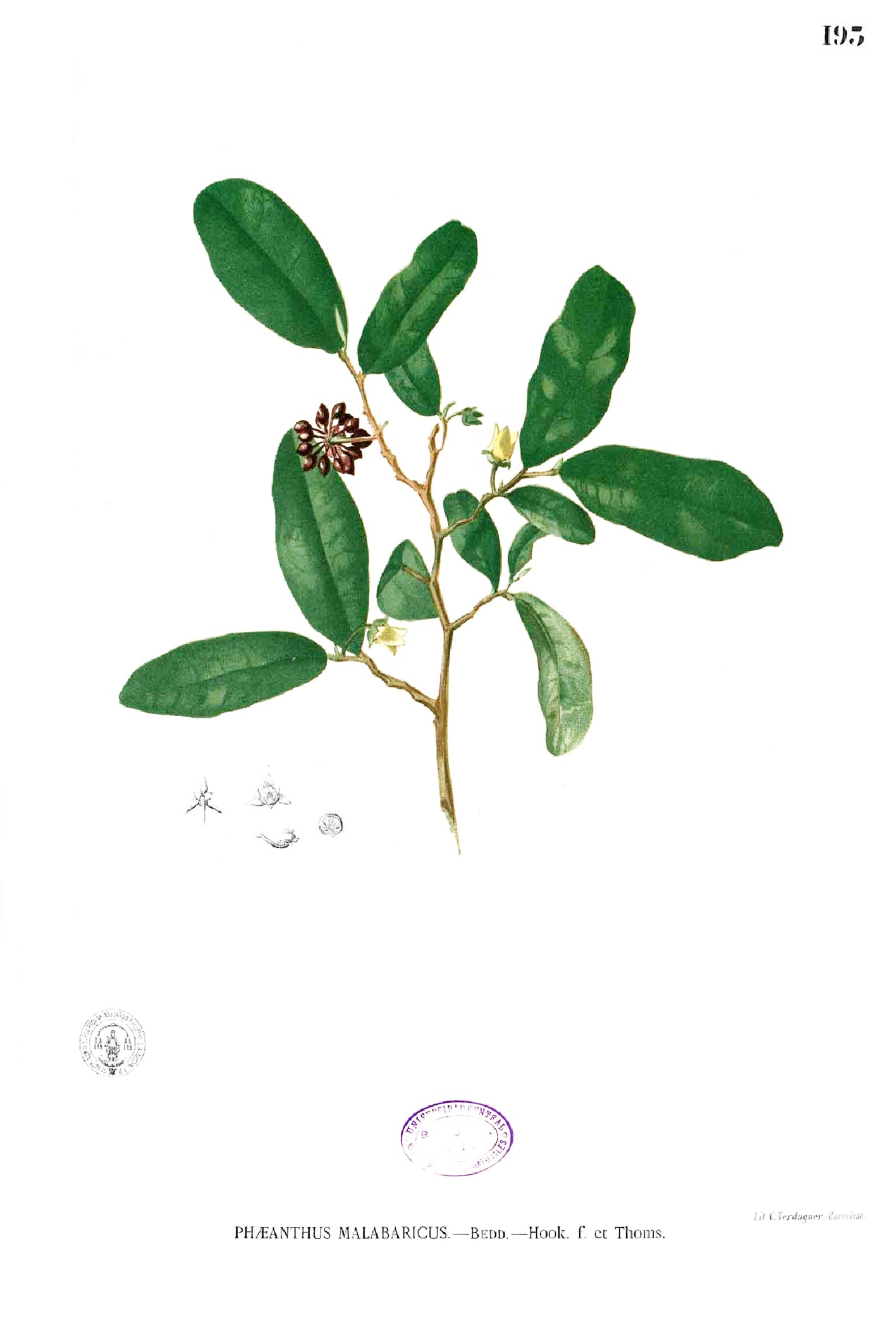